# Taiwán durante la dinastía Qing
Taiwán fue una prefectura, y posteriormente, provincia de la dinastía Qing creada con la conquista del reino de Tungning en 1683.

## Historia
Tras la derrota del estado fundado por Koxinga en Taiwán, muchos de los consejeros del emperador Kangxi en la corte Qing eran partidarios de abandonar Taiwán a su suerte. La isla se había ganado la reputación de guarida de piratas y prófugos, y muchos mandarines de la corte Qing pensaban que sería difícil garantizar una administración estable en la misma, además de que podía convertirse en una carga económica para el imperio.
Sin embargo, el propio Shi Lang, gran conocedor de Taiwán, convenció al emperador Kangxi para que el imperio Qing anexionara la isla. Entre otras razones, Shi Lang argumentó que Taiwán suponía una defensa natural de las provincias sureñas de China y, además, existía el riesgo de que, en caso de abandonarla a su suerte, volviera a caer en manos europeas, y esto podría haber resultado perjudicial para China. La influencia de Shi Lang hizo que la corte Qing designara a la isla de Taiwán como una prefectura de la provincia de Fujian, de la que pasaría a formar parte durante los siguientes doscientos años.
A pesar de que Taiwán pasó a formar parte del Estado chino, la corte imperial temía que pudiera convertirse nuevamente en foco de rebeliones por lo que impuso restricciones a la emigración a la isla, llegando incluso en un primer momento a obligar a miles de inmigrantes chinos a retornar al continente, y prohibiendo a los que se quedaron el acceso a las zonas montañosas pobladas por los aborígenes, en un intento de mantener la población china poco numerosa y bajo control.
Aunque oficialmente esta situación de aislamiento de la isla se prolongaría durante todo el siglo XVIII, con restricciones a la inmigración e incluso con la prohibición de los matrimonios mixtos entre chinos y aborígenes, la población china no dejó de crecer y de mezclarse con los aborígenes, que pasarían a ser minoría. Este crecimiento de la población china se debió en gran medida a la emigración ilegal, pero también al hecho de que las restricciones migratorias fueron suavizándose con el tiempo.
El aumento de población y de tierras cultivadas durante este periodo fue la causa de varias reformas administrativas que supusieron un aumento del número de distritos en que se dividía la isla. Hasta 1875, toda la isla formaba una prefectura. Ese año se dividió en dos prefecturas, que abarcaban un total de doce distritos.
Los enfrentamientos comerciales y bélicos con las potencias europeas en las guerras del Opio llevaron a la apertura de varios puertos taiwaneses al comercio internacional. Además, Japón dio muestras de su interés por controlar la isla. La posibilidad de perder el control sobre la isla alarmó a las autoridades Qing, que decidieron reforzar el control chino sobre la isla dando a Taiwán el rango de provincia en octubre de 1885, en medio del enfrentamiento bélico entre China y Francia durante la segunda guerra del Opio. En los últimos años de dominio chino se intentó acelerar la modernización de la sociedad isleña con numerosas obras públicas, como la construcción del ferrocarril. En 1894, la capital se trasladó de Tainan a Taipéi, desplazando al norte el centro administrativo de la isla. Sin embargo, la derrota de China en la primera guerra sino-japonesa resultaría en la cesión de la soberanía a Japón en 1895. La pérdida de Taiwán sería para muchos nacionalistas chinos un elemento más de crítica a la cada vez más debilitada dinastía Qing.